# Michel Fourmont
Pour les articles homonymes, voir Fourmont.
Michel Fourmont, né à Herblay le 28 septembre 1690 et mort le 5 février 1746, est un ecclésiastique et philologue français.

## Biographie
Michel Fourmont occupe la chaire de syriaque au Collège royal à partir de 1720 et est admis comme associé à l'Académie royale des inscriptions et belles-lettres en 1724. En 1728, il est envoyé par Louis XV à Constantinople et en Grèce, d'où il rapporte plusieurs manuscrits grecs, ainsi que des inscriptions, dont l'authenticité est quelquefois douteuse. Après avoir emporté plusieurs inscriptions antiques des villes du Péloponnèse (des anciennes villes de Corinthe, d'Argos ou de Mycènes), il arrive, en février 1730, au sud de la péninsule où, avec l'aide d'une soixantaine de personnes, il pille l'ancienne ville de Sparte et Mystras, détruisant tout ce qu'il ne peut pas expédier en France.  
Il est élu membre de la Royal Society, le 4 novembre 1742.

Son frère est Étienne Fourmont (1683-1745).Source
Cet article comprend des extraits du Dictionnaire Bouillet. Il est possible de supprimer cette indication, si le texte reflète le savoir actuel sur ce thème, si les sources sont citées, s'il satisfait aux exigences linguistiques actuelles et s'il ne contient pas de propos qui vont à l'encontre des règles de neutralité de Wikipédia.